# Spinaethorax
Genre
Spinaethorax est un genre de collemboles de la famille des Neelidae.

## Liste des espèces
Selon Checklist of the Collembola of the World (version du 11 août 2019) :
- Spinaethorax adamantis Schneider & Deharveng, 2017
- Spinaethorax spinotricosus (Palacios-Vargas & Sánchez, 1999)
- Spinaethorax tonoius (Palacios-Vargas & Sánchez, 1999)

## Publication originale
- Papác & Palacios-Vargas, 2016 : A new genus of Neelidae (Collembola) from Mexican caves. ZooKeys, no 569, p. 37-51 (texte original).